# École dentaire belge
L'École dentaire belge est un édifice de style Art nouveau géométrique édifié à Etterbeek, une commune de Bruxelles en Belgique, par Jean-Baptiste Dewin, un architecte qui s'est fait une spécialité de la construction d'édifices à vocation médicale.

## Localisation
L'École dentaire belge est située au numéro 166 de la chaussée d'Etterbeek, face aux étangs du parc Léopold, sur le territoire de la commune d'Etterbeek, une commune de la Région de Bruxelles-Capitale.

## Historique
C'est en 1913 que Jean-Baptiste Dewin introduit la demande de permis de bâtir de cet immeuble de style Art nouveau géométrique .
Le dernier niveau a été légèrement remanié en 1931 par l'architecte Art déco Michel Polak.
L'édifice ne fait l'objet ni d'un classement comme monument historique ni d'une inscription sur la liste de sauvegarde de la Région de Bruxelles-Capitale.

## Architecture
Le bâtiment présente une façade asymétrique de trois niveaux surmontée d'une toiture mansardée couverte d'ardoises.
La façade est réalisée en briques blanches hollandaises, en pierre d'Euville et en pierre bleue.
Le soubassement en pierre bleue (petit granit) est percé de la porte d'entrée et de trois fenêtres de cave munies chacune d'une grille en fer forgé aux motifs typiques de l'Art nouveau géométrique.
Le premier étage est percé d'un triplet de fenêtres et d'une fenêtre au-dessus de la porte : ces fenêtres possèdent un encadrement en pierre d'Euville et un linteau à frise de denticules. L'allège des fenêtres en triplet est ornée d'un panneau de mosaïque portant l'inscription « École dentaire belge » et de deux mosaïques au motif floral géométrique très stylisé.
Le deuxième et le troisième étage sont reliés par un grand oriel rectangulaire reposant sur une base en pierre d'Euville et surmonté d'une  corniche à denticules.

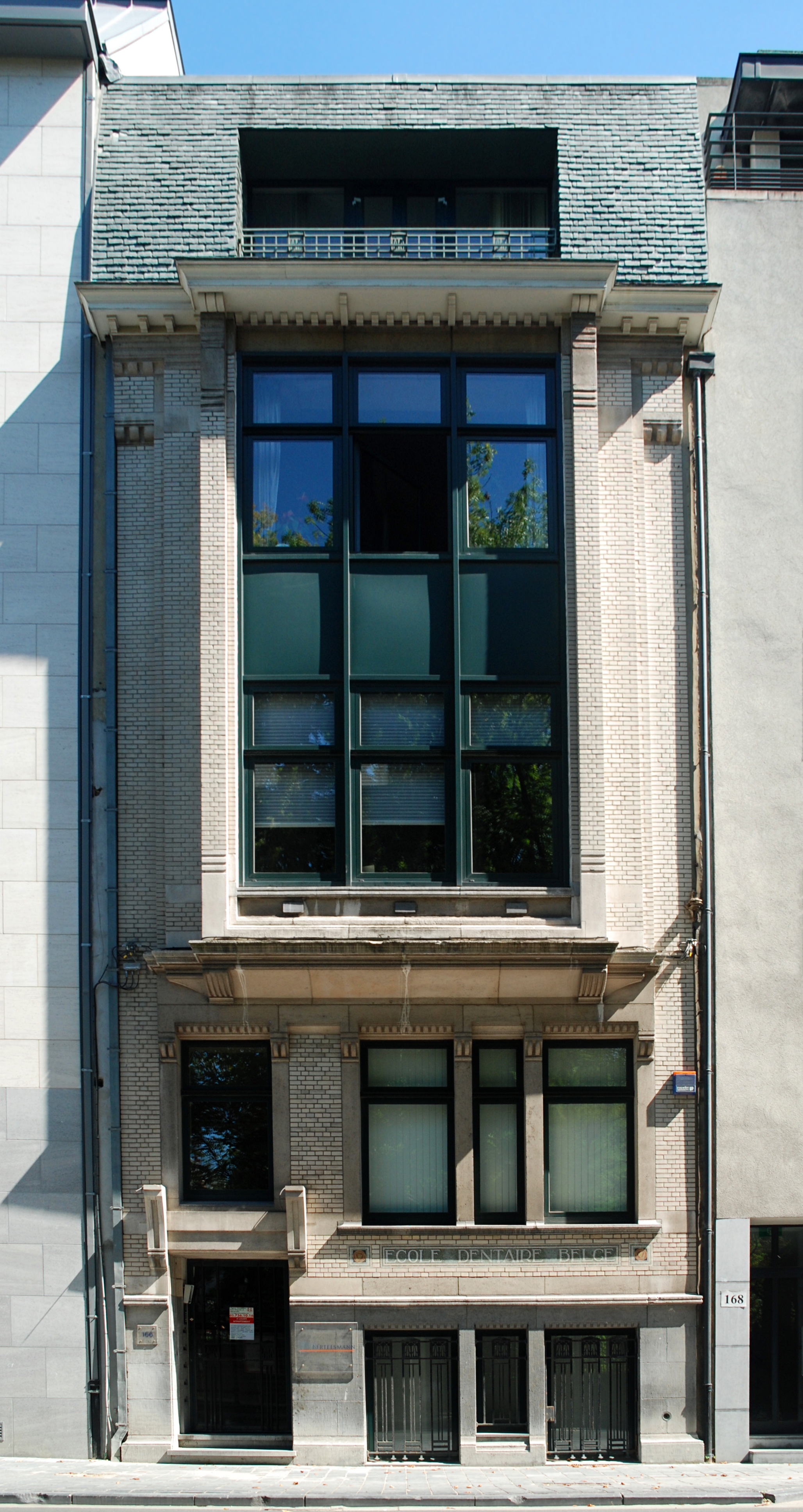
Façade.
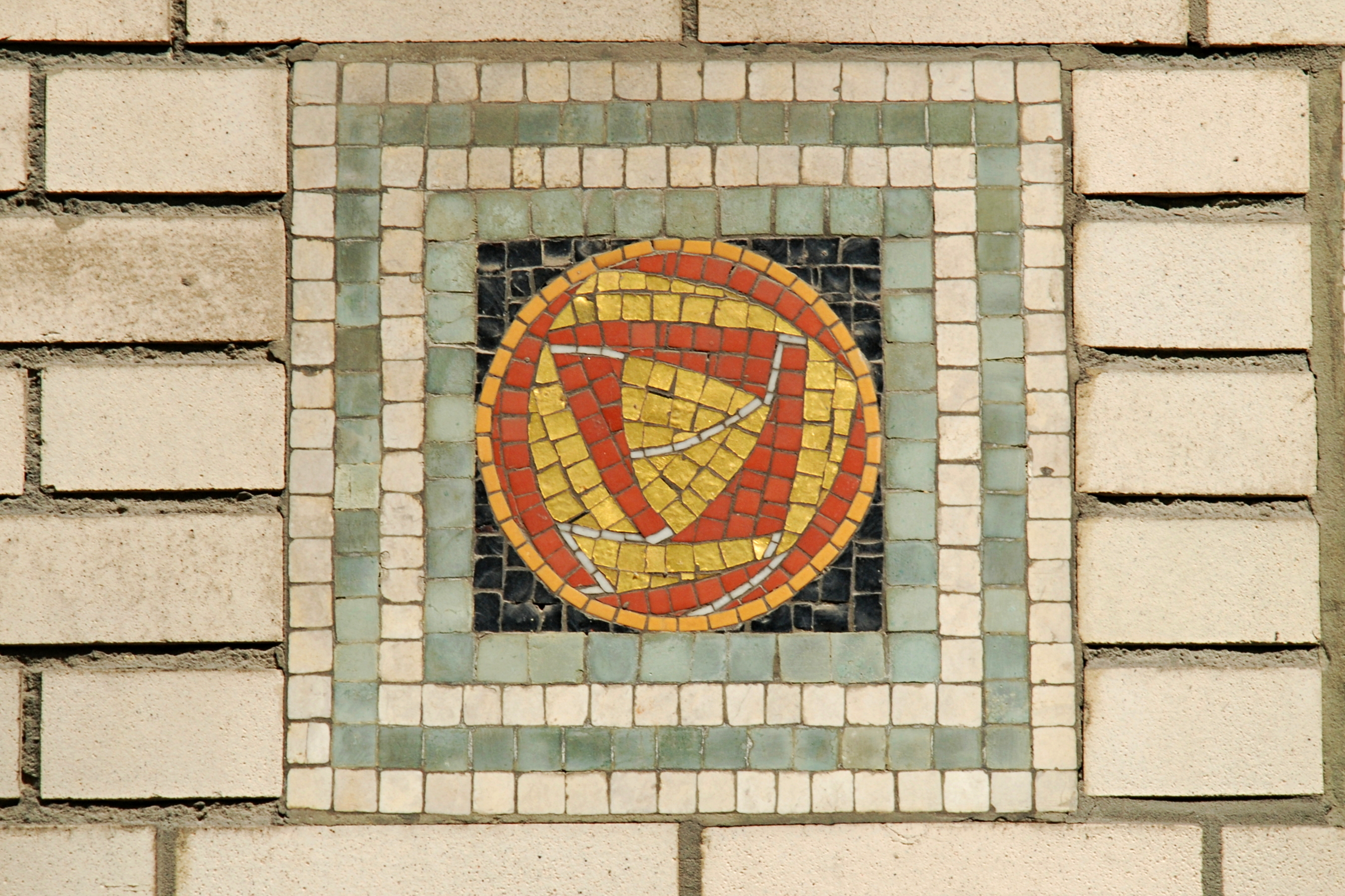
Mosaïque florale stylisée.
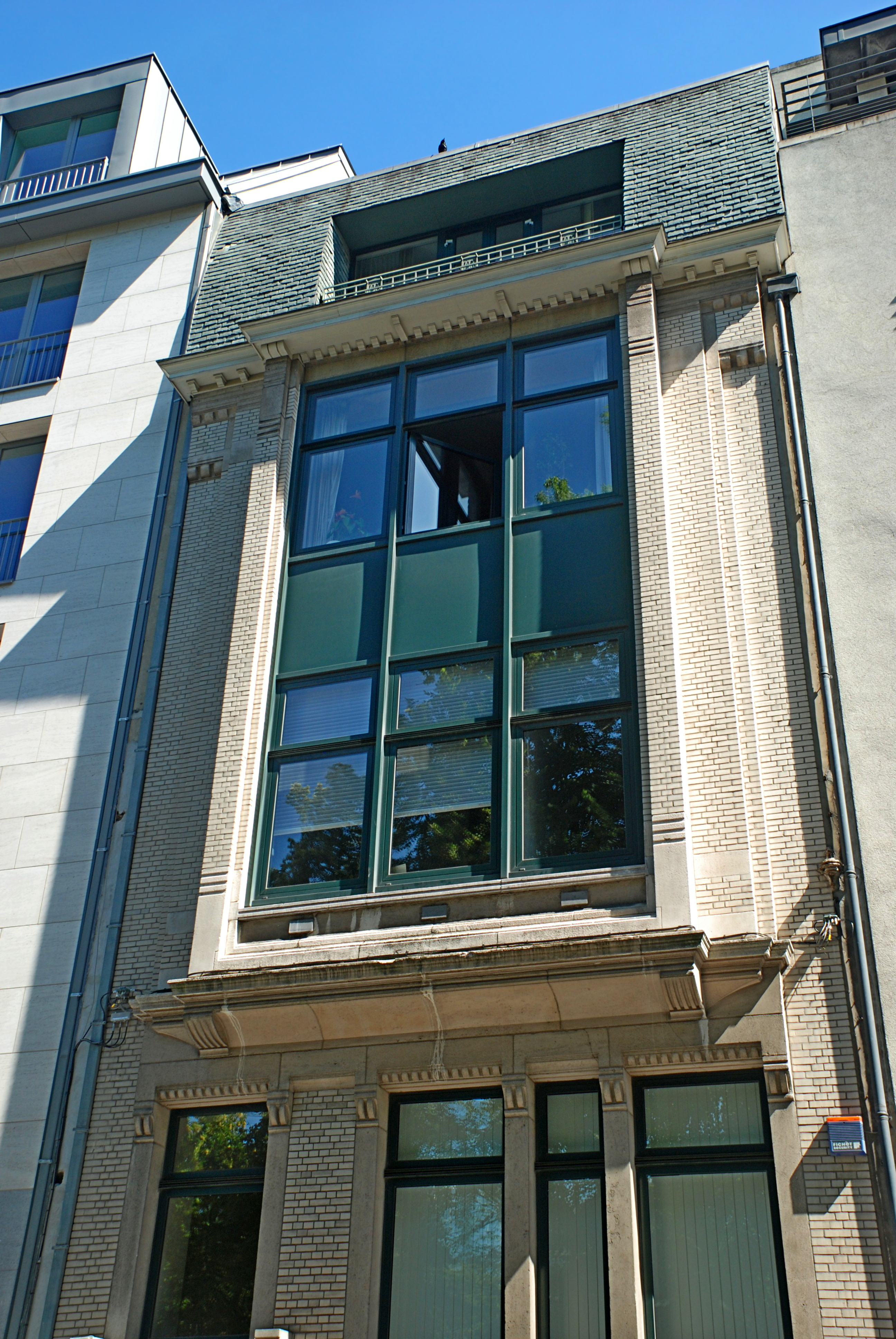
Oriel.